# (100285) 1995 CG3
(100285) 1995 CG3 es un asteroide perteneciente al cinturón de asteroides, descubierto el 1 de febrero de 1995 por el equipo del Spacewatch desde el Observatorio Nacional de Kitt Peak, Arizona, Estados Unidos.

## Designación y nombre
Designado provisionalmente como 1995 CG3.

## Características orbitales
1995 CG3 está situado a una distancia media del Sol de 2,878 ua, pudiendo alejarse hasta 3,204 ua y acercarse hasta 2,552 ua. Su excentricidad es 0,113 y la inclinación orbital 8,840 grados. Emplea 1783 días en completar una órbita alrededor del Sol.

## Características físicas
La magnitud absoluta de 1995 CG3 es 15,2. Tiene 2,612 km de diámetro y su albedo se estima en 0,259.